# Cnaeus Fulvius Centunalus Maximus
Cnaeus Fulvius Centunalus Maximus est un homme politique de la République romaine du IIIe siècle av. J.-C.

## Biographie
Il est membre de la gens Fulvia, une des plus illustres familles plébéiennes de la Rome antique.
En 211 av. J.-C., il est consul.
En 210 av. J.-C., alors qu'il est en négociation avec la ville d'Herdonia, qui soutient les Carthaginois durant la deuxième guerre punique, Hannibal Barca et son armée attaquent l'armée romaine. Celle-ci est encerclée et anéantie, laissant 17000 romains morts, dont le consul. En représailles Hannibal rase la ville.